# Андрейки (Полтавская область)
Андрейки (укр. Андрійки) — село,
Пригаровский сельский совет,
Козельщинский район,
Полтавская область,
Украина.
Код КОАТУУ — 5322084602. Население по переписи 2001 года составляло 173 человека.

## Географическое положение
Село Андрейки находится на расстоянии в 1,5 км от села Миргородщина и в 2-х км от села Панасовка.
По селу протекает пересыхающий ручей с запрудой.
Через село проходит автомобильная дорога М-22 (E 577).